# André Naphle
André-François Naphle, né le 13 juin 1903 au Bouscat (Gironde) et décédé le 26 juin 1941 à Sainte-Foy-la-Grande (Gironde), est un homme politique français.

## Biographie
André Naphle est le fils d’un ouvrier tonnelier. Il se marie en 1924 et a un fils en 1928. Sa sœur épouse en 1927 Max Monichon, sénateur-maire du Bouscat en 1948.
Instituteur, il est le secrétaire général du syndicat des instituteur de Gironde. Il adhère à la SFIO en 1925  et est élu député de 5e circonscription de la Gironde (Bordeaux, Blanquefort, Pessac et Podensac) en 1936; le député socialiste sortant Henri Cazalet, ne représentant pas. Durant sa campagne électorale, il déclare vouloir défendre les travailleurs, en particulier des viticulteurs, des résiniers et des maraîchers. 
Il vote les pleins pouvoirs au maréchal Pétain le 10 juillet 1940. Quand la guerre éclate, André Naphle y participe avec le grade de capitaine au 443e Pionniers.
Il est abattu en 1941 par la Gestapo pour faits de Résistance dont les circonstances sont mal connues.